# Marcela Taís
Marcela Taís (Três Lagoas, 6 de outubro de 1986) é uma cantora brasileira de música cristã contemporânea. Formada em Letras, lançou seu primeiro disco no final de 2011, de título Cabelo Solto.

## Biografia
Nascida em Três Lagoas, Mato Grosso do Sul, sempre teve a música entre suas influências na infância, além de compor. Fez parte de um coral e também estudou música, tendo desistido.
Após incentivo e vontade própria, começou a trabalhar na área de música, lançando em 2011 o disco Cabelo Solto, que recebeu elogios da crítica especializada.
Tendo trabalhado na televisão, Marcela dirigiu seus clipes musicais. Em agosto de 2012 a Sony Music a escolheu para estar numa coletânea digital junto com outros músicos cristãos, que representam a "nova safra" da música cristã.
No fim do ano de 2012, Marcela Taís assinou contrato com a Sony Music Brasil, que relançou seu CD Cabelo Solto.
Em 2015, a cantora lançou o álbum Moderno à Moda Antiga, produzido pela própria artista em parceria com o cantor e produtor Michael Sullivan.

## Discografia
Álbuns de estúdio
- 2011: Cabelo Solto
- 2015: Moderno à Moda Antiga
- 2021: Não Sou Tão Forte

EPs
- 2016: SML